# 앤 리드
앤 리드(영어: Anne Reid, MBE, 1935년 5월 28일 ~ )는 잉글랜드의 배우이다.

## 서훈
- 2010년 대영 제국 훈장 5등급(MBE) 수훈[1]

## 출연 작품
- 에어로너츠 - 에델 역
- 더 네스트